# ماريا هوفنر (مستشرقة)
ماريا هوفنر (بالألمانية: Maria Höfner) (ولدت في 11 أكتوبر 1900 في لينتس؛ وتوفيت في 5 نوفمبر 1992 في غراتس) عالمة آثار نمساوية متخصصة في الدراسات العربية والإثيوبية. وتعد من أبرز الشخصيات العالمية ومؤسسي علم الدراسات السبئية (جنوب الجزيرة العربية). عملت كأستاذة غير مقيمة في توبنغن (1954-1964) وكأستاذة في غراتس (1964-1971)، واهتمت بمجموعة واسعة من القضايا النحوية والنقشية واللغوية والمعجمية والتاريخ الديني.

## حياتها
وُلدت ماريا هوفنر في لينتس وتلقت تعليمها الابتدائي من عام 1906 حتى عام 1910 وأكملت دراستها في المدرسة الثانوية للبنات في زالزبورج من عام 1911 حتى عام 1919. بعد انتهاء دراستها الثانوية في عام 1920، بدأت بدراسة الرياضيات والفيزياء في جامعة كارل فرانتس في غراتس. ولاحقاً انتقلت إلى تخصصات التاريخ القديم واللسانيات وكان لأستاذ السبئيات نيكولاوس رودوكناكس تأثير كبير عليها. في هذا السياق، أجرت انتقالها الأكاديمي في عام 1932 وأكملت أطروحتها حول موضوع اللغة العربية الجنوبية القديمة، وكان عنوان الأطروحة "النقوش السبئية من بعثة جنوب الجزيرة العربية في متحف الفنون في فيينا". ونخصصت هوفنر في عام 1939 في جامعة فيينا في تخصص اللسانيات السامية مع التركيز الخاص على العربية الجنوبية القديمة واللغات الأثيوبية، وتم تعيينها كأستاذة مساعدة في عام 1940. وفي عام 1944، انضمت كباحثة علمية إلى جانب الباحث إينو ليتمان في جامعة توبنغن حيث حصلت على مهام تدريس متنوعة اعتبارًا من عام 1948. تم نقلها إلى توبنغن في عام 1952 وتم تعيينها هناك كأستاذة غير مقيمة في عام 1954، وفي عام 1960 تم تعيينها كأستاذة مشاركة علمية. كانت مجال بحثها الرئيسي في توبنغن مرتبطًا باللسان العربي الجنوبي القديم، حيث استطاع زميليها (رودي بارت وأوتو روسلر) تغطية المجالات الأخرى في علم الشرق. في عام 1964، تم تعيين هوفنر أخيرًا كأستاذة في جامعة غراتس خلفًا لإرنست فيدنر، وشغلت هذا المنصب حتى تقاعدت في عام 1971. بعد انتهاء خدمتها الأكاديمية، لم يتم تعيين أستاذ آخر بعدها، ولكن هوفنر استمرت في العمل البحثي حتى في فترة التقاعد.

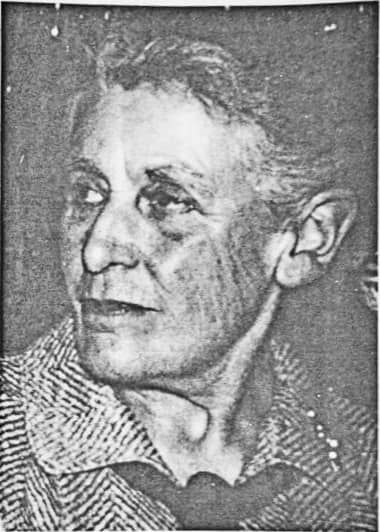
صورة ماريا هوفنر في كتاب إهدائي بمناسبة بلوغها الثمانين عام 1981

توفيت هوفنر في عام 1992 بسبب نزيف في المخ.
كان من طلابها الأكاديميين والتر مولر، الذي كان أستاذًا في ماربورغ من عام 1975 حتى عام 2001، وروسويثا جيرمانا شتيغنر، التي استمرت في تمثيل علم اللسان في غراتس كمساعدة بحثية بعد عام 1971. منذ أواخر فترة دراستها، عاشت ماريا هوفنر مع عالمة نفس الحيوانات تيودورا ماير، التي دعمت أبحاثها من خلال أعمال مساعدة، وتوفيت في نفس الشهر الذي توفيت فيه عالمة الشرق. وكانتا مدافعتان معاً بحماس عن قضايا حقوق الحيوان بعيدًا عن أعمالهما البحثية.